# Tahar Tamsamani
Tahar Tamsamani (n. 10 septembrie 1980, Marrakech, Maroc) este un boxer ce a reprezentat Maroc, medaliat olimpic. A participat la 3 ediții ale Jocurilor Olimpice (2000, 2004, 2008) în care a câștigat o medalie de bronz.